# José Antonio Abreu
José Antonio Abreu (7. května 1939 Valera – 24. března 2018 Caracas) byl venezuelský hudebník, dirigent, politik a ekonom. Proslavil se především založením hudebně-sociálního programu El Sistema. Jeho cílem bylo umožnit chudým dětem hudební vzdělání a kontakt s klasickou hudbou, vytvářením mládežnických souborů a hudebních center v chudých čtvrtích. Projekt během čtyřiceti let fungování integroval asi milion venezuelských dětí. Rozšířil se do více než šedesáti zemí. Nejznámějším mládežnickým orchestrem se stal Symfonický orchestr Simóna Bolívara. Abreu měl vazby na chavezismus.

## Vyznamenání
- důstojník Řádu čestné legie (Francie, 24. října 2009)
- důstojník Řádu zásluh o Italskou republiku (Itálie, 2. června 2001)[2]
- velkokříž Řádu zásluh o Italskou republiku (Itálie, 11. března 2010)[2]
- velkodůstojník Řádu hvězdy italské solidarity (Itálie, 25. dubna 2007)[3]
- Řád vycházejícího slunce I. třídy (Japonsko, 2007)[4]